# Турникет (символ)
Турникет — в математической логике и информатике символ {\displaystyle \vdash } называется «турникетом» из-за его сходства с типичным турникетом, если смотреть сверху. Он также упоминается как «тройник» и часто читается как «даёт», «доказывает», «удовлетворяет» или «влечёт за собой».
В TeX символ турникета {\displaystyle \vdash } получается из команды \vdash. В Юникоде символ турникета (\vdash) называется «кнопка вправо» и находится на кодовой позиции U+22A2. Кодовая позиция U+22A6 называется «знак утверждения» (\vdash). На пишущей машинке турникет может состоять из вертикальной полосы (|) и тире (-). В LaTeX есть турникетный пакет, который выдаёт этот знак во многих случаях и способен помещать знаки ниже или выше него в нужных местах.

## Смысл
Турникет представляет собой бинарное отношение. Его интерпретация различна в разных контекстах:
- В эпистемологии Пер Мартин-Лоф (1996) анализирует символ {\displaystyle \vdash } таким образом: «…Сочетание штриха суждения Фреге | и штриха содержания — стало называться знаком утверждения.»[3] Обозначение Фреге для суждения некоторого содержания A

{\displaystyle \vdash A}:
можно прочитать::"Я знаю, что A-это правда".
В том же духе условное утверждение
{\displaystyle P\vdash Q}:
может быть прочитано как:
«Исходя из P, я знаю, что Q»
- В металогике, при построении формальных языков, турникет представляет собой умозаключение (или «выводимость»). Это означает, что он показывает, что одна строка может быть получена[англ.] из другой за один шаг в соответствии с правилами преобразования (то есть синтаксисом) некоторой заданной формальной системы.[4] Как таковое, выражение

{\displaystyle P\vdash Q}
означает, что Q выводимо из P в системе.
В соответствии с его использованием для выводимости, {\displaystyle \vdash }, за которым следует выражение без чего-либо предшествующего ему, обозначает теорему, то есть выражение может быть выведено из правил с использованием пустого множества аксиом. Как таковое, выражение
{\displaystyle \vdash Q}
означает, что Q является теоремой в системе.
- В теории доказательств турникет используется для обозначения «доказуемости» или «выводимости». Например, если T — это формальная теория[англ.], а S — конкретное предложение на языке теории, то

{\displaystyle T\vdash S}
означает, что S доказуемо из T. Это использование продемонстрировано в статье о логике высказываний. Синтаксическое следствие доказуемости следует противопоставить семантическому следствию, обозначаемому символом двойного турникета {\displaystyle \models }. Он говорит, что {\displaystyle S} является семантическим следствием {\displaystyle T}, или {\displaystyle T\models S}, когда все возможные оценки, в которых {\displaystyle T} истинны, {\displaystyle S} также истинны. Для пропозициональной логики можно показать, что семантическое следствие {\displaystyle \models } и выводимость {\displaystyle \vdash } эквивалентны друг другу. То есть пропозициональная логика является здравой ({\displaystyle \vdash } подразумевает {\displaystyle \models }) и полной ({\displaystyle \models } подразумевает {\displaystyle \vdash }).
- В типизированном лямбда-исчислении турникет используется для отделения предположений о типизации от суждения о типизации.[7][8]
- В теории категорий обратный турникет ({\displaystyle \dashv }), как и в {\displaystyle F\dashv G}, используется для указания на то, что функтор F остается сопряженным

с функтором G. В более редких случаях турникет ({\displaystyle \vdash }), как в {\displaystyle G\vdash F}, используется для указания на то, что функтор G
непосредственно примыкает к функтору F.
- В APL символ называется «правый галс» и представляет амбивалентную функцию правой идентичности, где и {\displaystyle X\vdash Y}, и {\displaystyle \vdash Y} являются {\displaystyle Y}. Обратный символ {\displaystyle \dashv } называется «левый галс» и представляет аналогичное левое тождество, где {\displaystyle X\dashv Y} — это {\displaystyle X}, а {\displaystyle \dashv Y} — {\displaystyle Y}.[11][12]
- В комбинаторике, {\displaystyle \lambda \vdash n} означает, что {\displaystyle \lambda } является разбиением числа {\displaystyle n}.[13]
- В калькуляторах фирмы Hewlett-Packard серий HP-41C[англ.] и HP-42S[англ.] символ (в кодовой точке 127) в FOCAL character set[англ.]) называется «Добавить символ» и используется для указания на то, что следующие символы будут добавлены в альфа-регистр, а не заменят существующее содержимое регистра. Этот символ также поддерживается (в кодовой точке 148) в модифицированном варианте шрифта HP Roman[англ.], используемого в других калькуляторах HP.
- В калькуляторах фирмы Casio серий fx-92 College 2D и fx-92+ Speciale College,[14] символ означает оператор модуля[англ.]; на ввод {\displaystyle 5\vdash 2} будет выведено {\displaystyle Q=2;R=1}, где Q частное и R остаток. В других калькуляторах CASIO (таких как бельгийские варианты — калькуляторы fx-92B Speciale College и fx-92B College 2D[15]— где десятичный разделитель представлен точкой вместо запятой), оператор модуля вместо него обозначается как {\displaystyle \div R}.